# Albert Strohm
Albert Strohm (* 19. September 1929 in Rummelsberg; † 15. März 2016 in Passau) war ein deutscher Theologe und evangelischer Pfarrer.

## Leben
Strohm wurde als Sohn des Rummelsberger Pfarrers Wilhelm Strohm geboren. Nach früheren Stationen als Pfarrer u. a. in Buxach (Dreieinigkeitskirche) und Coburg (St. Lukas) war Strohm von 1977 bis 1994 Dekan von Passau.
Strohm baute 1990 eine Partnerschaft der Gemeinde Passau zur Gemeinde Budweis der Evangelischen Kirche der Böhmischen Brüder auf.
Zudem veröffentlichte er mehrere historische Abhandlungen, die zum Teil auch belletristisch verarbeitet wurden.
Er war der Vater des Kirchenhistorikers Christoph Strohm sowie des Theologen und bayrischen  Landesbischofs Heinrich Bedford-Strohm, der auch zusätzlich Vorsitzender des Rates der Evangelischen Kirche in Deutschland und Vorsitzender des Zentralausschusses des Ökumenischen Rates der Kirchen gewesen ist.

## Auszeichnungen (Auswahl)
- 1994 – Bürgermedaille der Stadt Passau
- 1995 – Bundesverdienstkreuz am Bande

## Veröffentlichungen (Auswahl)
- Evangelisch-Lutherisches Dekanat Passau, Erlangen 1984. Neuauflage 1997, ISBN 978-3-872-14166-8.
- Wilhelm Strohm als Brüderpfarrer in Rummelsberg 1928–1936, in: Zeitschrift für bayerische Kirchengeschichte, 68 (1999), S. 133–155 (DOC).
- Leonhard Kaisers (Käsers) Ketzertod in neuem Licht. in: Ostbairische Grenzmarken. Passauer Jahrbuch für Geschichte, Kunst und Volkskunde 43, (2001), S. 27–38.
- Kompromiß mit Fragezeichen – Der Passauer Vertrag von 1552 – Ein Rückblick nach 450 Jahren, in: Deutsches Pfarrerblatt, 102. Jahrgang, Heft 12, Dezember 2002.
- Die Evangelisch-Lutherische Kirche in Bayern in Südböhmen 1938–1945, in: Zeitschrift für bayerische Kirchengeschichte, 72 (2003), S. 148–167.
- Der Dienst der evangelischen Kirchengemeinden Passau, Zwiesel und Furth i.W. in Südböhmen – 1938–1945 OG 45 (2003), S. 195–215.
- Chronik der Gesellschaft für Evangelische Theologie im Überblick  (1940–2005), Bamberg 2006 (RTF).